# Louise Beaudet
Marie Louise Anna Beaudet (5 dicembre 1858 – New York, 31 dicembre 1947) è stata un'attrice canadese naturalizzata statunitense.

## Filmografia parziale
- One Can't Always Tell, regia di Van Dyke Brooke (1913)
- Our Wives, regia di James Lackaye (1913)
- My Official Wife, regia di James Young (1914)
- The Wheels of Justice, regia di Theodore Marston (1915)
- L'invasione degli Stati Uniti (The Battle Cry of Peace), regia di J. Stuart Blackton e Wilfrid North (1915)
- The Price She Paid, regia di Charles Giblyn (1917)
- Slaves of Pride, regia di George Terwilliger (1920)
- Her Lord and Master, regia di Edward José (1921)
- La casa delle 4 ragazze (The Gold Diggers), regia di Harry Beaumont (1923)
- Piedini d'oro (Sally), regia di Alfred E. Green (1925)